# Violacions de guerra

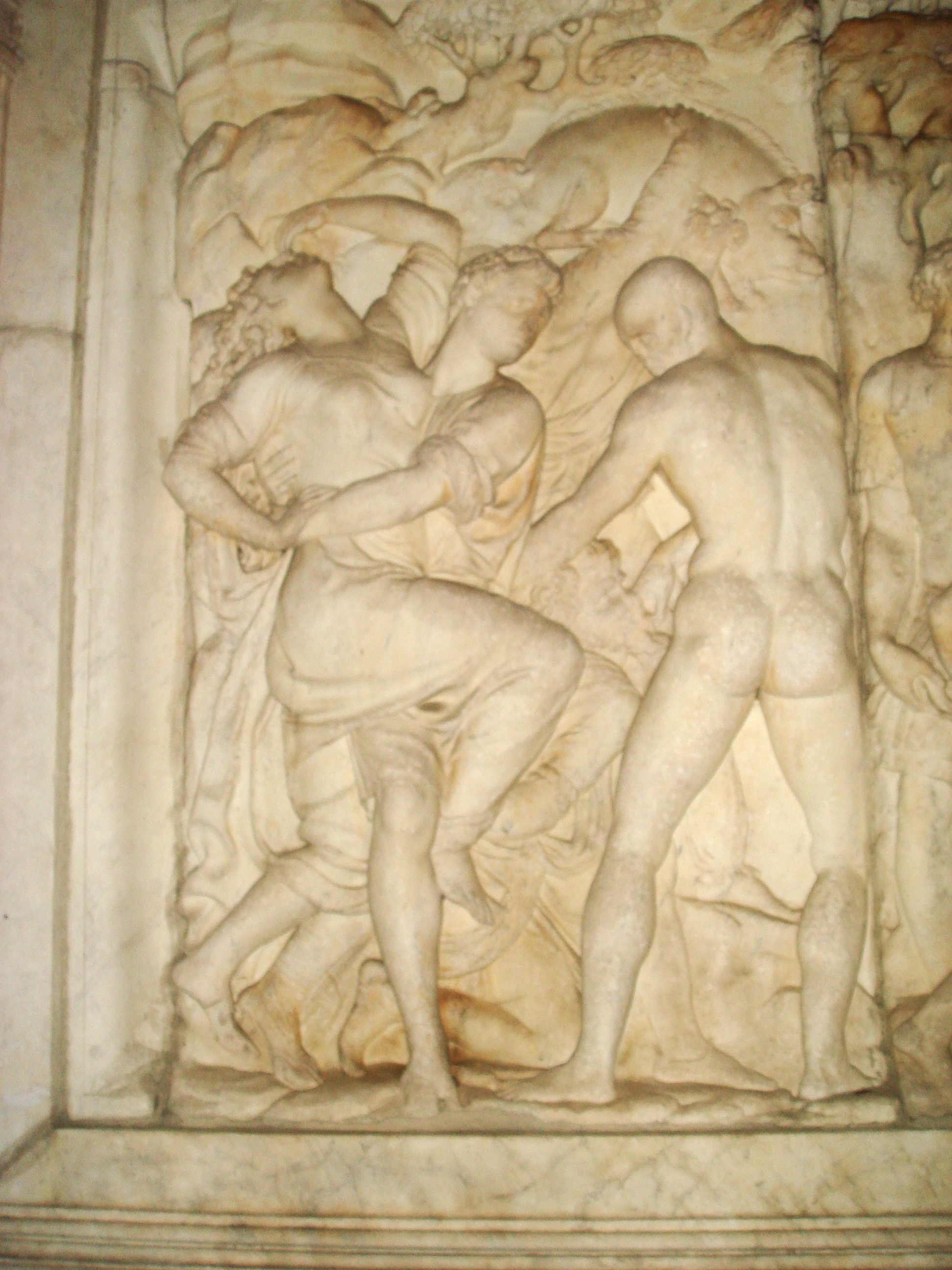
Part del monument al Condottiero Giovanni dalle Bande Nere.

Violacions de guerra fa referència a les violacions comeses pels soldats, altres combatents o civils durant els conflictes armats o les guerres, o durant una ocupació militar, que es distingeixen de les agressions sexuals i violacions comeses entre les pròpies tropes durant el servei militar. També cobreix les situacions en les quals les dones es veuen obligades a exercir la prostitució o esclavitud sexual per una potencia ocupant, com en el cas de les dones de consol japoneses durant la Segona Guerra Mundial.
Durant la guerra i els conflictes armats, la violació s'utilitza sovint com a mitjà d'una guerra psicològica amb la finalitat d'humiliar l'enemic i minar la seva moral. Les violacions de guerra són, sovint, sistemàtiques i exhaustives, i els caps militars en realitat poden fins i tot incentivar als seus soldats cap a la violació de civils. Les violacions de guerra poden ocórrer en una varietat de situacions, incloses l'esclavitud sexual institucionalitzada, les violacions de guerra associades a batalles específiques o massacres i els actes individuals o aïllats de violència sexual. Les violacions de guerra també poden incloure la violació en grup i la violació amb objectes.
Partint d'una pràctica generalitzada i sistemàtica, la violació i l'esclavitud sexual, són ara reconeguts per la Convenció de Ginebra com crims de lesa humanitat I crims de guerra.
La violació també està ara reconeguda com un element del delicte de genocidi, comès amb la intenció de destruir, en tot o en part, a un grup específic. No obstant això, la violació segueix sent generalitzada a les zones de conflicte.

## Violacions de guerra i gènere
Kelly Dawn Askin observa, cada vegada més, que les víctimes de la guerra són civils. S'estima que al voltant de quaranta-cinc milions de civils van morir durant la Segona Guerra Mundial. Civils, homes i dones, han pogut ser objecte de tortura, però molts estudis demostren que les violacions de guerra són comeses més sovint entre dones que entre els homes. Això pot ser a causa de la renuència dels homes a presentar acusacions d'haver estat violats, i també un biaix institucional entre les organitzacions no governamentals, que amb freqüència centren els seus recursos en les dones víctimes de violacions.
Una enquesta de l'any 2010 de la Journal of the American Medical Association va revelar que el 22% dels homes i el 30% de les dones a l'Est del Congo havia informat de violència sexual associada a la guerra.
Els perpetradors de violència sexual contra dones i nens "solen incloure no sols als civils enemics i tropes aliades, sinó també a civils nacionals, i fins i tot als propis companys d'armes."
Les víctimes de violacions durant les guerres són en general "civils", una categoria que es reconeix per primera vegada al segle xix. A pesar que la violació de les dones durant les guerres està àmpliament documentada en la història, les lleis que protegeixen als civils en els conflictes armats han tendit a no reconèixer la violència sexual contra les dones. Fins i tot quan les lleis de la guerra han reconegut i prohibit la violència sexual, pocs són els casos que s'han presentat. D'acord amb Kelly Dawn Askin, les lleis de guerra perpetuen l'actitud que les agressions sexuals contra dones són delictes menys importants i que no són dignes d'acció penal contra ells. Les violacions de guerra, fins fa poc, han estat un element ocult de les guerres que, segons Human Rights Watch, està relacionat en gran manera amb el caràcter específic de les violacions de guerra - l'abús comès per homes contra dones. Aquest caràcter específic de gènere ha contribuït al fet que les violacions de guerra es "presenten estrictament com a sexuals o de naturalesa personal, un retrat que despolititza l'abús sexual en els conflictes i en els resultats en el seu ser de ser ignorats com un crim de guerra."
"Al vencedor li pertany el botí" ha estat un crit de guerra des de fa segles, i les dones eren classificades com a part del botí de guerra D'altra banda, la violació de guerra ha estat minimitzada com un efecte secundari, però inevitable, derivat d'enviar homes a la guerra.
A més, la violació de guerra en el passat ha estat considerada com recompensa tangible als soldats (que eren pagats de manera irregular), i com a prova de la seva masculinitat i èxits. En referència a la violació de guerra en temps passats, Harold Washington argumenta que la guerra mateixa és imaginada com una violació, i que les ciutats atacades són les seves víctimes. Sosté que la violació de guerra es produeix en el context dels estereotips sobre les dones i els homes, que són part de la creença bàsica que el poder pertany als homes violents, i que les dones són les seves víctimes.
La violació d'homes per altres homes també és comú en les guerres. Un estudi realitzat en 2009 per Lara va trobar que havien estat documentats en conflictes a tot el món, per exemple, que el 76% dels homes presos polítics en 1980 a El Salvador i el 80% dels presoners dels camps de concentració a Sarajevo van reportar haver estat violats o torturats sexualment. Stemple conclou que la "falta d'atenció als abusos sexuals dels homes durant el conflicte és particularment preocupant, donat l'ampli abast del problema". Mervyn Christian de l'Escola d'Infermeres Johns Hopkins s'ha trobat que violacions masculines són habitualment reportades.

## Lleis internacionals
El processament dels violadors en els tribunals per crims de guerra és un fenomen recent. En general, el Dret internacional humanitari es refereix al maltractament de civils i a "qualsevol devastació no justificada per necessitat militar". Les violacions de guerra rares vegades s'han processat com un crim de guerra. Després de la Segona Guerra Mundial, en els Tribunals de Nuremberg, no es van incriminar a criminals de guerra nazis per violació, encara que els testimonis van declarar sobre les violacions de guerra. El Tribunal de Crims de Guerra de Tòquio va condemnar als funcionaris japonesos per "no haver evitat la violació" en la Massacre de Nanquín, coneguda com "Les Violacions de Nanquín". El jutge Richard Goldstone, fiscal cap del Tribunal Penal Internacional per a l'antiga Iugoslàvia, va comentar que la violació "mai ha estat la preocupació de la comunitat internacional."

### Costums de guerra
Alguns estudiosos sostenen que la falta de reconeixement explícit de les violacions de guerra aplicat en el dret internacional aplicable, o dret humanitari, no pot ser utilitzat com a defensa pels autors de les violacions de guerra. Les lleis i costums de la guerra prohibeixen els delictes com el "tracte inhumà" o "atemptats contra el pudor", agregant-ne els codis nacionals militars i civils (els codis nacionals de la legislació nacional) que recullen l'assalt sexual com un delicte.

### Drets humanitaris anteriors a la Segona Guerra Mundial
Una de les primeres referències a les "lleis de la guerra", o "costums de la guerra" va ser feta per Ciceró, qui va instar als soldats a observar les regles de la guerra, i obeir els reglaments separant "els homes de les bèsties". La conquesta de les riqueses i els béns d'un enemic era considerat com una raó legítima per a la guerra en si mateixa. Es van incloure les dones com a "propietat", ja que es considerava que estaven sota la propietat legal d'un home, ja fos un pare, espòs, amo d'esclaus, o tutor. En aquest context, la violació d'una dona era considerat un delicte contra la propietat, comès contra l'home que era amo de la dona.
Els antics grecs consideraven la violació de guerra de la dona "una conducta socialment acceptable i dins de les regles de la guerra", i els guerrers consideraven a les dones conquistades com un "botí legítim, útil com a esposes, concubines, emprades com a esclaves o com un trofeu en el campament de batalla".
En l'Edat Mitjana, i fins al segle xix, aquesta actitud i la seva pràctica van prevaler, i la protecció legal de les dones en temps de guerra, relacionada directament amb la protecció jurídica de les dones, se'ls concedia en temps de pau. En l'Europa medieval, les dones eren considerades com un gènere inferior per la llei. L'Església Catòlica va tractar d'impedir les violacions durant les guerres feudals a través de la institució de la Pau i Treva de Déu, que descoratjava als soldats d'atacar a les dones i la població civil en general, a través de la propagació d'una versió cristianizada de l'ideal de la Cavalleria, que el cavaller protegia als innocents i no s'involucrava en l'anarquia.
La jurisprudència militar islàmica medieval, establia severes sancions per als rebels que usaven "atacs sigilosos" i "propagació del terrorisme". En aquesta categoria, els juristes musulmans van incloure els segrestos, l'enverinament dels pous d'aigua, incendis, atemptats contra els caminantes i viatgers, les agressions a l'empara de la nit, i la violació. El càstig d'aquests delictes era greu, fins i tot la mort, independentment de les conviccions polítiques i religioses de l'autor.

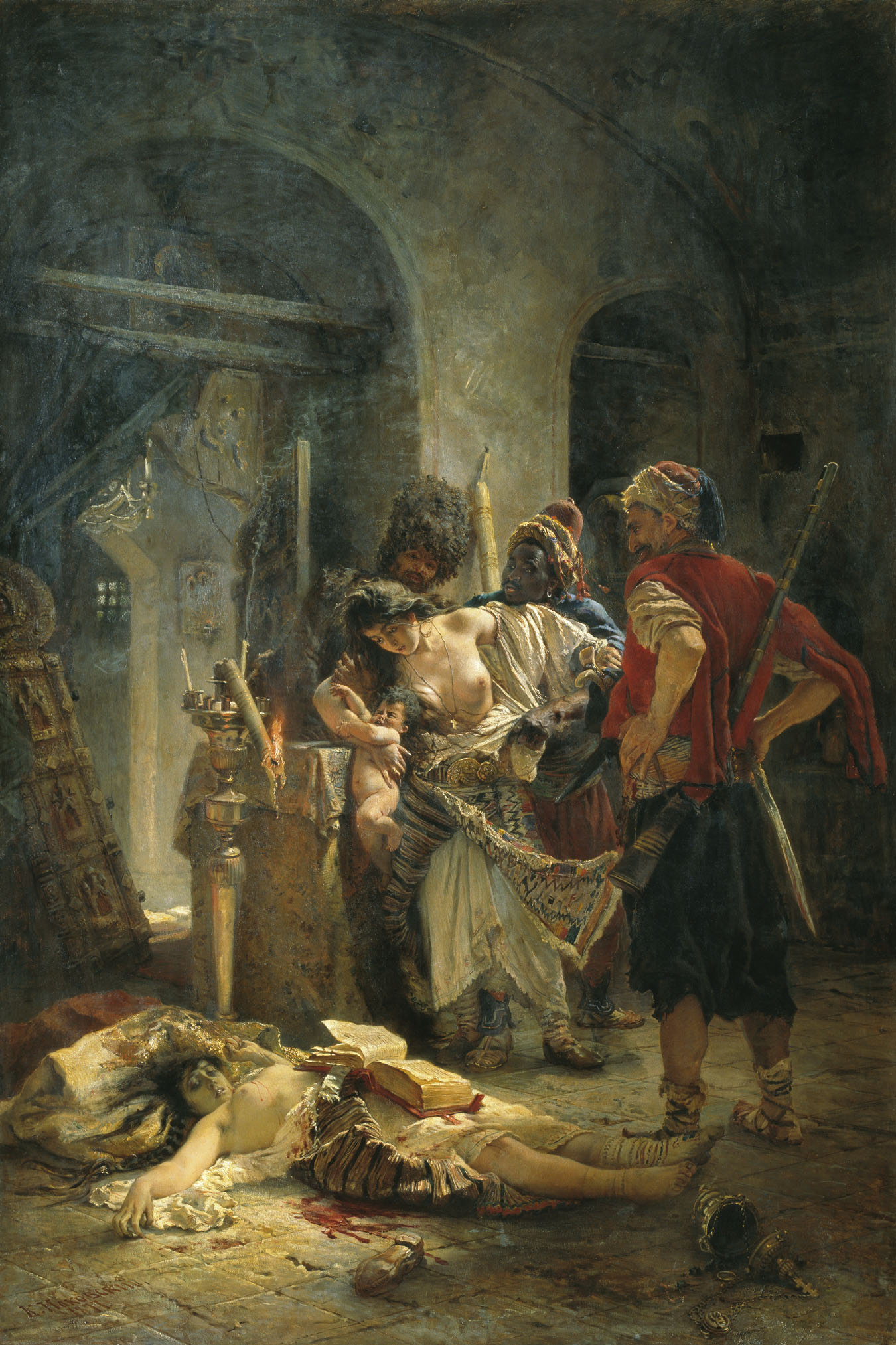
The Bulgarian Martyresses de Konstantin Makovski (1877). Atrocitats dels Baxi bozuq a Bulgària durant la Guerra russoturca (1877-1878).

En 1159, Joan de Salisbury va escriure Polycraticus en un intent de regular la conducta "justificable" dels exèrcits que participaven en les guerres. Salisbury creia que els actes de robatori i "rampinya" (delictes contra la propietat), haurien de rebre el càstig més sever, però també creu que obeir ordres d'un superior, ja fos legal o il·legal, moral o immoral, era el deure últim dels soldats.
Als segles XV i XVI, malgrat les consideracions i sistematització de les lleis de la guerra, les dones seguien sent objectes disponibles per a l'home conqueridor. L'influent escriptor Francisco de Vitoria va mostrar un sorgiment gradual de la noció que la glòria o la conquesta no eren necessàriament raons acceptables per iniciar una guerra. El jurista Alberico Gentili va insistir que totes les dones, incloses les dones combatents, haurien de ser lliurades de l'assalt sexual en temps de guerra. No obstant això, en la pràctica, seguia sent comuna la violació de guerra.

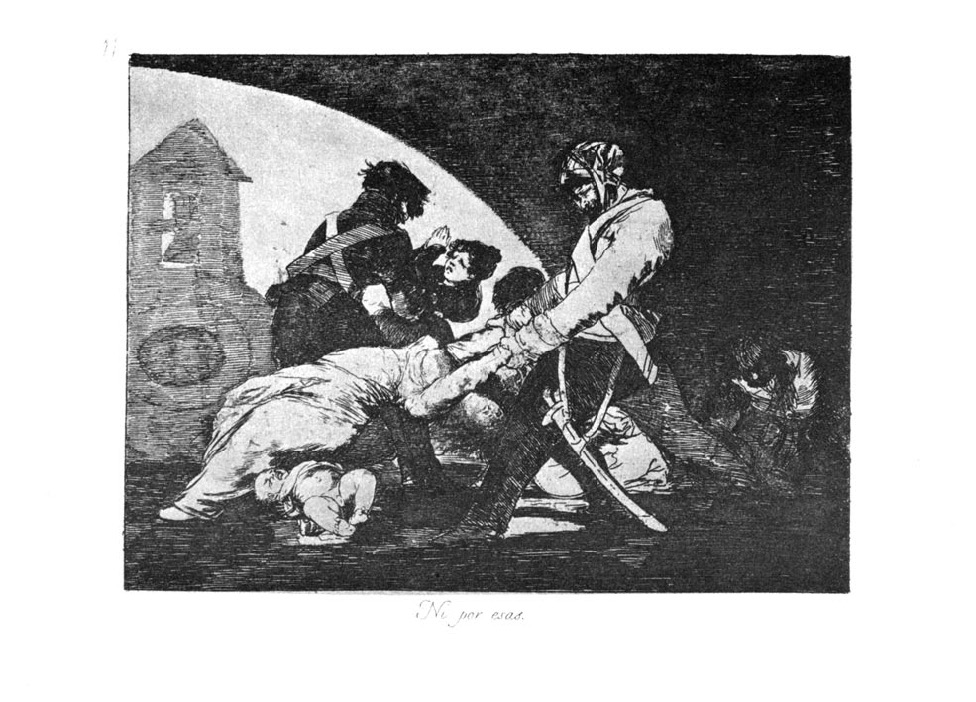
"Ni por esas" de Francisco de Goya

S'ha suggerit que una de les raons de la prevalença de la violació de guerra va ser que, en aquest moment, els cercles militars van donar suport a la idea que totes les persones, incloent dones i nens desarmats, formaven part de l'enemic, i com a bel·ligerants la conquesta de drets sobre ells.
Des del Renaixement, les lleis de la guerra, fins i tot consideraven les violacions de guerra com un indicador de l'èxit d'un home en el camp de batalla i "oportunitats a la violació i el botí es troben entre els pocs avantatges oberts a... Els soldats, que eren pagats amb gran irregularitat per part dels seus líders... el triomf sobre les dones mitjançant la violació es va convertir en una forma de mesurar la victòria, forma part de la prova de la masculinitat i l'èxit d'un soldat, una recompensa tangible pels serveis prestats... una recompensa real de la guerra ".
Durant aquest període de la història, les violacions de guerra es van dur a terme no necessàriament com un esforç conscient de la guerra per aterrorizar a l'enemic, sinó més aviat com una compensació guanyada en el triomf d'una guerra. Hi ha poca evidència per suggerir que els subordinats superiors donessin regularment l'ordre de cometre actes de violació. Al llarg d'aquest període de la història de la guerra va arribar a ser més regulada, específica i reglamentada. La primera acusació formal de violacions per crims de guerra no va tenir lloc fins a l'Edat Mitjana.
Hugo Grotius, considerat el pare de la llei de les nacions i el primer a dur a terme un treball exhaustiu sobre la sistematització de les lleis internacionals de la guerra, va arribar a la conclusió que la violació "no ha de quedar impune en la guerra més que en la pau". Emmerich de Vattel va sorgir com una figura influent quan es va declarar a favor de la immunitat dels civils contra els estralls de la guerra, considerant a homes i dones i civils com no combatents. A la fi del segle xviii i principis del segle xix, els tractats i els codis de guerra van començar a incloure vagues disposicions per a la protecció de les dones: El Tractat d'Amistat i Comerç (1785) especifica que en cas de guerra "les dones i els nens... no poden ser molestats en les seves persones ". L'article 20 de l'Ordre N º 20 (1847), un suplement de les Normes dels Estats Units i dels articles de guerra, assenyala els següents; "assassinat, homicidi, violació maliciosa punxant o la mutilació," com severament castigables. La Declaració de Brussel·les (1874) afirma que l'"honra i els drets de la família.... han de ser respectats".
Al llarg del segle xix el tractament dels soldats, presoners, ferits i civils havia millorat i el nucli de les lleis de la guerra van començar a canviar. No obstant això, mentre s'estenia el mandat d'un tracte més humà dels costums de la guerra a soldats i civils, noves armes i tecnologia avançada incrementaven la destrucció modificant els mètodes de guerra. El Codi Lieber (1863) va ser la primera codificació de les lleis internacionals consuetudinàries de la guerra de la terra i un pas important cap a les lleis humanitàries. El Codi Lieber posa l'accent en la protecció dels civils i estableix que "tota violació... (és) prohibida sota pena de mort", que va ser la primera prohibició de la violació en el dret humanitari consuetudinari. Després de la Segona Guerra Mundial, la Comissió de Crims de Guerra, creada en 1919 per examinar les atrocitats comeses per Alemanya i altres potències centrals durant la Primera Guerra Mundial, va trobar proves clares de la violència sexual i, posteriorment, s'inclourà la violació i la prostitució forçosa entre les violacions de les lleis i costums de la guerra. Els esforços per processar-los van resultar fallits.

### Els Tribunals de Nuremberg i Tòquio
Després de la Segona Guerra Mundial, els Tribunals de Nuremberg i Tòquio es van convertir en els primers tribunals penals internacionals d'importància real. Les potències vencedores les van establir en 1945 i 1946, respectivament, per enjudiciar als criminals de guerra més importants dels països europeus de l'Eix (de fet, només els alemanys) i del Japó per "crims contra la pau", els crims de guerra, i crims contra la humanitat. La possibilitat de processar la violència sexual com a crim de guerra va estar present, a causa que la violació en la guerra està recollida com una violació greu de les lleis de la guerra en el Codi Lieber i en les Conveni de la Haia amb l'afirmació que "l'honor familiar i els drets... han de ser respectats".
A més, no hi havia evidència que els anteriors crims de guerra s'haguessin processat per delictes sexuals, per tant, la violació de guerra podria haver estat processada sota el dret consuetudinari i / pels (Tribunals Militars Internacionals) IMT sota l'Article de la Carta 6 (b): "el segrest de la població civil per a l'esclavitud... i per a altres finalitats" i "el rapte injustificat per necessitat militar". De la mateixa manera, hauria estat possible perseguir la violació en la guerra com a crim contra la humanitat en virtut de l'article 6 (c) de la Carta de Nuremberg: "altres actes inhumans" i "esclavitud". No obstant això, malgrat l'evidència de la violència sexual a Europa durant la Segona Guerra Mundial la falta de voluntat dirigida a la violació i la violència sexual no van ser processades en els Judicis de Nuremberg.
El Tribunal de Crims de Guerra a Tòquio va processar casos de violència sexual i la violació de guerra com a crims de guerra sota les frases de "tracte inhumà", "maltractaments" i "falta de respecte del dret i honor de la família". D'acord amb la Fiscalia més de 20.000 dones i nenes van ser violades durant les primeres setmanes de l'ocupació japonesa de la ciutat xinesa de Nanquing. El Tribunal de Crims de Guerra de Tòquio inclou els comptes dels crims de violència sexual en els testimoniatges de càrrec, així com els registres públics. A nivell nacional, un comandant de l'Exèrcit de l'Àrea 14, el general Yamashita, va ser condemnat, entre altres coses, per "la violació a les seves ordres."
Al voltant de 35 occidentals holandeses (dones de confort) van portar amb èxit el seu cas davant el Tribunal Militar de Batàvia en 1948.

### Convenis de Ginebra
Des de 1949 l'article 27 de la Quarta Convenció de Ginebra prohibeix explícitament la violació i la prostitució forçosa durant la guerra. Aquestes prohibicions es van veure reforçades pels Protocols de 1977 addicionals als Convenis de Ginebra de 1949.

### Genocidi
En 1998, el Tribunal Penal Internacional per a Ruanda establert per les Nacions Unides va prendre decisions històriques per a la definició de violació com un crim de genocidi sota el dret internacional. El judici de Jean-Paul Akayesu, l'alcalde de la comuna de Taba, a Ruanda, va establir precedents que la violació és un element del delicte de genocidi. La Sala de Primera Instància va sostenir que "l'assalt sexual forma part integrant del procés de destrucció dels tutsi, el grup ètnic en què la violació és sistemàtica i s'ha perpetrat només contra les dones tutsis, en la qual es manifesta la intenció específica necessària per als actes que constitueixen genocidi".
El Jutge Navanethem Pillay va dir en un comunicat després del veredicte: "Des de temps immemorials, la violació ha estat considerada com a botí de guerra. Ara serà considerada com un crim de guerra. Volem enviar un fort missatge que la violació ja no és un trofeu de guerra.”
S'estima que 500.000 dones van ser violades durant el genocidi de Ruanda de 1994.
El professor Paul Walters en el seu informe d'abril de 2005 a la declaració de suport del seu doctorat de la llei honorari en la Universitat de Rhodes va escriure:
| « | Sota la presidència del Tribunal Penal Internacional per a Ruanda, l'organisme va dictar sentència contra l'alcalde de la comuna de Taba, qui el va declarar culpable de genocidi per l'ús de la violació en "la destrucció de l'esperit, de la voluntat de viure, i de la vida mateixa." | » |

La sentència Akayesu inclou la primera interpretació i aplicació per un tribunal internacional de la Convenció per a la Prevenció i la Sanció del Delicte de Genocidi de l'any 1948. La Sala de Primera Instància va considerar que la violació (que es defineix com "una invasió física de naturalesa sexual comesa contra una persona sota circumstàncies coercitives") i l'assalt sexual són actes de genocidi en la mesura en què es van cometre amb la intenció de destruir, total o en part, un grup de la població, com a tal. Es va fundar que l'assalt sexual forma part integrant del procés de destrucció de l'ètnia tutsi i que la violació és sistemàtica i s'ha perpetrat només contra les dones tutsis, en la qual es manifesta la intenció específica necessària per als actes que constitueixen genocidi.
Al setembre de l'any 1999 les Nacions Unides va publicar un "Informe del Tribunal Penal Internacional per a l'Enjudiciament dels Presumptes Responsables de Genocidi i Altres Violacions Greus del Dret Internacional Humanitari Comeses al Territori de Ruanda i dels Ciutadans de Ruanda Responsables de Genocidi i Altres Violacions d'aquesta Naturalesa Comeses al Territori d'Estats Veïns Entre l'1 de gener i el 31 de desembre de l'Any 1994. L'informe assenyala que el 2 de setembre de 1998, la Sala I del Tribunal Penal Internacional per a Rwanda, integrada pels Magistrats Laity Kama, President, Lennart Aspegren i Navanethem Pillay, troba a Jean-Paul Akayesu culpable de nou dels 15 càrrecs proferits en contra seva, inclòs el genocidi, la instigació directa i pública a cometre genocidi i crims de lesa humanitat, assassinat, tortura, violació i altres actes inhumans). El Tribunal considerà Jean-Paul Akayesu com no culpable dels sis càrrecs restants, inclòs el càrrec de complicitat en el genocidi i els càrrecs relacionats amb violacions de l'article 3 comú a les Convencions de Ginebra i del seu Protocol Addicional II.
El 2 d'octubre de 1998, Jean-Paul Akayesu va ser condemnat a cadena perpètua per cadascun dels nou càrrecs, sentències que s'executen simultàniament. Tant Jean-Paul Akayesu com el Fiscal han apel·lat contra la sentència dictada per la Sala de Primera Instància.

### Crims contra la humanitat i crims de guerra
L'Estatut de Roma en un Memorandum Explicatiu, que defineix la jurisdicció de la Cort Penal Internacional, reconeix la violació, esclavitud sexual, la prostitució forçosa, l'embaràs forçós, la esterilització forçosa, "o qualsevol altra forma de violència sexual de gravetat comparable" com crims contra la humanitat si l'acció és part d'una pràctica generalitzada o sistemàtica.
La violació és reconeguda per primera vegada com a crim contra la humanitat quan el Tribunal Penal Internacional per a l'antiga Iugoslàvia va emetre ordres d'arrest sobre la base dels Convenis de Ginebra i violacions de les lleis o costums de la guerra. En concret, es va reconèixer que les dones musulmanes a Foca i (sud-est de Bòsnia i Hercegovina) van ser sotmeses a violació en grup sistemàtica i generalitzada, la tortura i esclavitud sexual per soldats, policies i membres de grups paramilitars serbis de Bòsnia després de la presa de la ciutat a l'abril de 1992.
L'acusació va ser de significació jurídica important i era la primera vegada que les agressions sexuals van ser investigades pels efectes de l'enjudiciament sota la rúbrica de tortura i esclavitud com un crim contra la humanitat. L'acusació va ser confirmada per una sentència de l'any 2001 pel Tribunal Penal Internacional per a l'antiga Iugoslàvia que la violació i l'esclavitud sexual són crims contra la humanitat. Aquesta decisió va desafiar l'acceptació generalitzada de la violació i l'esclavitud sexual de les dones com a part intrínseca de la guerra. El Tribunal Penal Internacional per a l'antiga Iugoslàvia va trobar tres homes serbis de Bòsnia culpables de la violació de dones i nenes bosnianes (musulmanes de Bòsnia, algunes de tan sols 12 a 15 anys), a Foca, a l'est de Bòsnia i Hercegovina. A més dos dels homes van ser declarats culpables del delicte de lesa humanitat per esclavitud sexual per a la possessió de les dones i les nenes en captivitat de facto a diversos centres de detenció. Moltes de les dones posteriorment van desaparèixer.

## Definició de violació
Alguns comentaristes usen el terme "violació" i "assalt sexual" de manera intercanviable. No existeix una definició universalment acceptada per a "la violació de guerra"
La nota explicativa de l'Estatut de Roma, unida a la Cort Penal Internacional, defineix la "violació" de la següent manera:
"L'autor que hagi envaït el cos d'una persona mitjançant una conducta que hagi ocasionat la penetració, per insignificant que fora, de qualsevol part del cos de la víctima o de l'autor amb un òrgan sexual o de l'orifici anal o vaginal de la víctima amb un objecte o de qualsevol altra part del cos." i "La invasió que s'hagi comès per la força o mitjançant l'amenaça de la força o la coacció, com la causada pel temor a la violència, la intimidació, la detenció, l'opressió psicològica o l'abús de poder, en contra d'aquesta persona o d'altres persones, o aprofitant un entorn de coacció, o la invasió s'hagi realitzat contra una persona incapaç de donar el seu lliure consentiment."
El concepte d'"invasió" es pretén que sigui prou àmplia com per ser neutrals al gènere i la definició s'entén que inclou situacions en les quals la víctima pot ser incapaç de donar el seu lliure consentiment si sofreix una incapacitat natural, induïda o relacionada amb l'edat.

## Efectes
La violació de guerra té un impacte sever en les víctimes i pot ser sistemàtic en la naturalesa o un acte aïllat de violència sexual. Un estudi recent mostra el dany físic a les víctimes de violacions durant la guerra, com a lesions traumàtiques, malalties de transmissió sexual i embarassos. A causa que les violacions de guerra es duen a terme en zones de conflicte, l'accés als anticonceptius d'emergència i antibiòtics, i / o l'avortament són molt limitades. Els danys psicològics a curt termini a les víctimes inclouen sentiments de por, impotència i desesperació. A llarg termini els danys psicològics poden incloure la depressió, trastorns d'ansietat (incloent trastorn per estrès postraumàtic (TSP)), múltiples símptomes somàtics, flashbacks, la dificultat per al restabliment de les relacions íntimes, la vergonya i temors persistents.
La violació de guerra pot incloure la violació en grup i la violació amb objectes, com a pals i canons dels fusells. Les dones víctimes poden sofrir de incontinència i fístula vaginal com a resultat d'aquests casos de violència, en particular de la violació brutal. La fístula vaginal és una condició mèdica general, com a resultat de la mala atenció en el part i involucra a les parets entre la vagina, la bufeta i l'anus o l'escissió del recte. Això produeix com a resultat un dolor debilitant i incontinència.
Les dones víctimes de violacions durant la guerra poden ser estigmatitzades i excloses de les seves famílies o comunitats, com a resultat de la violació de guerra, sobretot en societats on es valora la virginitat femenina prematrimonial i el marit d'una víctima de violació es considera avergonyit.

### Simbolisme
Gayatri Spivak caracteritza "la violació perpetrada pel grup dels vencedors" com "una celebració metonímica de l'adquisició territorial".

### Estratègia militar
Amnistia Internacional ha desafiat l'opinió que considera l'abús i la violació sexual com un subproducte de la guerra. Segons Amnistia Internacional la violació s'utilitza ara com a estratègia militar deliberada en lloc de la violació i el saqueig oportunista dels segles anteriors.
Des de finals del segle XX la violació com a estratègia de la guerra militar s'hauria utilitzat amb el propòsit de conquistar el territori mitjançant l'expulsió de la seva població, delmant la resta de la població civil destruint els seus vincles de filiació, per la propagació de la SIDA, i l'eliminació de les seves tradicions culturals i religioses. La violació de guerra pot ser descrita com un "arma de guerra" o "un mitjà de combat" en els mitjans de comunicació.
Referències específiques a la violació són les recents guerres a la República Democràtica del Congo i altres països africans entre que els seus objectius com a estratègia militar es troba la violació de guerra buscant els efectes següents: augment de la moral militar, disminuir la moral militar de l'enemic, ofendre a l'enemic i saquejar el màxim de les pertinences d'un enemic (incloses dones i nens).
En comentar sobre l'ús de la violació en les guerres, Gita Sahgal va dir en 2004 que és un error pensar que aquests atacs són principalment sobre un "botí de guerra" o la gratificació sexual, afegint que la violació s'utilitza sovint en els conflictes ètnics com una forma dels atacants per perpetuar el control social i redibujar les fronteres ètniques. "Les dones són vistes com a reproductores i les cuidadores de la comunitat", va comentar.

## Història

### Antiguitat

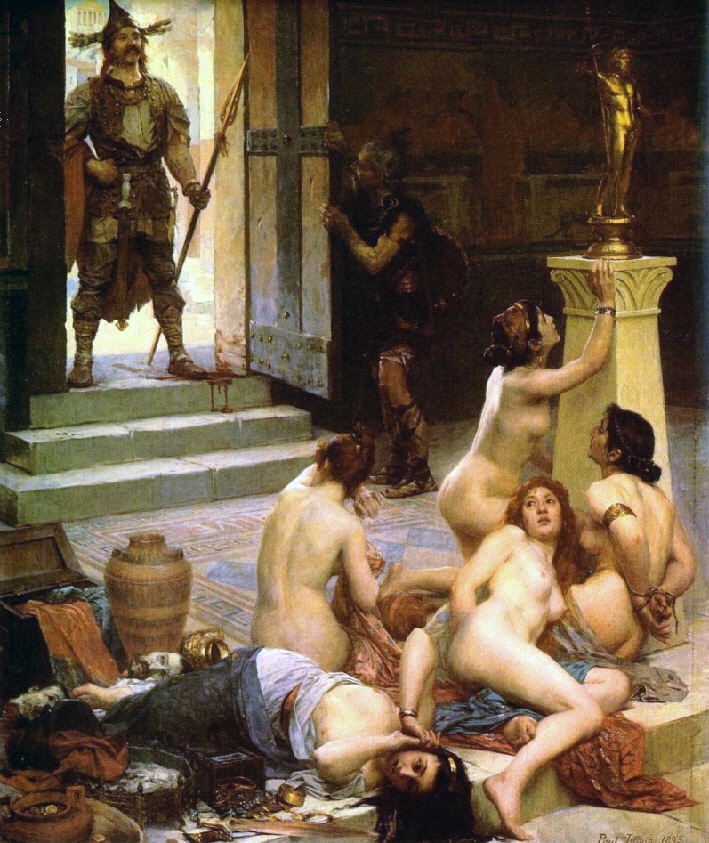
"Brennus (segle IV aC) i la seva part del Botí", de Paul Jamin, 1893.

La violació ha acompanyat a la guerra en pràcticament totes les èpoques històriques conegudes.
En l'antiga Grècia i l'antiga Roma, els exèrcits, presumptament, s'involucraven en la violació de guerra, la qual cosa està documentada per autors antics com Homer, Heròdot i Tit Livi. Les fonts antigues citen múltiples actituds, sovint contradictòries, sobre la violència sexual en la guerra.
La violació en el curs de la guerra s'esmenta diverses vegades en la Bíblia: "Perquè jo reuniré a totes les nacions per combatre contra Jerusalem; i la ciutat serà presa, i seran saquejades les cases, i violades les dones; i la meitat de la ciutat anirà en captivitat, però la resta del poble no serà tallat de la ciutat..." Zacaries 14:02. "Els seus nens seran estavellats davant d'ells; les seves cases seran saquejades, i violades les seves dones."Isaies 13:16
En l'Orient Pròxim i Mitjà, els exèrcits victoriosos, sovint, han mantingut relacions homosexuals forçades amb els perdedors. Els oficials militars romans utilitzaven sovint als joves dels pobles vençuts per al coit homosexual. Tàcit, un historiador romà, va assenyalar que això va ocórrer durant la rebel·lió dels bataus.

### Edat mitjana
Els vikings, escandinaus que van assaltar i van colonitzar àmplies zones d'Europa des d'últims del segle VIII fins al principi del segle xi, van adquirir una àmplia reputació de "violació i pillatge". Es creu que els assentaments vikings a Gran Bretanya i Irlanda van ser establerts principalment per homes, amb un paper menor per a les dones vikingues. Les dones de les Illes Britàniques s'esmenten en els textos antics sobre la fundació d'Islàndia, que indiquen que els exploradors vikings haurien adquirit esposes i concubines de Gran Bretanya i Irlanda.
Alguns historiadors disputen la imatge dels vikings com a "violadors i saquejadors", amb l'argument que l'exageració i la distorsió en els textos medievals es va crear més tard per donar una imatge dels homes del nord com traïdors i brutals.
La jurisprudència militar islàmica medieval establia severes sancions per a aquells que cometessin violacions. Els càstigs per aquests delictes eren greus, fins i tot la mort, independentment de les conviccions polítiques i religioses de l'autor.
L'esclavitud de la dona també va ser comuna en el comerç àrab d'esclaus durant l'Edat Mitjana, on els presoners de guerra capturats en la batalla en terres no àrabs sovint acabaven com a esclaus i concubines (que es consideren lliures quan el seu amo moria) en el món àrab. La majoria d'aquests esclaus provenien de llocs com el Àfrica subsahariana (sobretot de Zanj), el Caucas (principalment circassians), Àsia Central (principalment tàrtars), i Europa central i Oriental (principalment Saqaliba).
L'historiador Robert Davis afirma que els pirates berberiscos també van capturar 1,25 milions d'esclaus de l'Europa Occidental i Amèrica del Nord entre els segles xvi i xix.
Els mongols, que van establir l'Imperi Mongol en la major part d'Euràsia als segles xiii i xiv, van causar gran destrucció durant les seves invasions. En els documents escrits durant o després del regnat de Genguis Kan, és a dir després de la conquesta, els soldats mongoles es mostren donant-se al pillatge, saqueig i violació. Algunes tropes que van enviar van ser incorporades en el sistema dels mongoles, amb la finalitat d'ampliar la seva força de treball. Aquestes tècniques s'utilitzaven de vegades per sembrar el terror i com a advertiment als altres.

### Era colonial europea
En temps de guerra i de conquesta el vencedor imposa les seves condicions al vençut. Quan una zona està ocupada militarment no pot parlar-se d'autonomia sexual de les dones del territori ocupat atès que les circumstàncies coercitives de la situació d'ocupació militar són suficientment intimidatòries com per definir qualsevol acte sexual amb els rendits com una agressió sexual no consentida.
A l'Àfrica del Sud-oest Alemanya, en el Genocidi herero i namaqua, els soldats alemanys van participar amb regularitat en violacions en grup abans de matar a les dones herero o abandonar-les en el desert perquè morissin; un grup de dones de la tribu dels pobles hereros també es van veure obligades a exercir la prostitució.
A l'Amèrica Colonial la dona va ser botí de guerra. Durant els primers anys de la conquesta d'Amèrica, els Conqueridors espanyols van generar, amb les dones índies nadiues de cada zona, a través del rapte i la violació, una població mestissa que va poblar el nou continent.
Els homes blancs es mestissaren amb les dones índies, mestisses, negres i mulates en unions casuals i extemporànies, generalment en relacions d'amo-esclava o amo-serventa, en vincles desiguals de poder en el qual la voluntat de la dona no tenia la menor importància.
Escrivia Michel de Cúneo, un dels homes de Colom
| « | Mentre estava en la barca, vaig fer captiva a una bellíssima dona carib, que el susdit Almirall em va regalar, i després que la vaig haver-hi portat a la meva cabina, i estant ella nua segons és el seu costum, vaig sentir desitjos de folgar amb ella. Vaig voler complir el meu desig però ella no ho va consentir i em va donar tal tracte amb les seves ungles que hagués preferit no haver començat mai. Però en veure això (i per explicar-t'ho tot fins al final), vaig prendre una corda i li vaig donar d'assots, després dels quals va tirar grans crits, tals que no haguessis pogut creure les teves oïdes. Finalment arribem a estar tan d'acord que puc dir-te que semblava haver estat criada en una escola de bandarres. | » |

El clergue Martín González, escrivia en 1566:
| « | Voler explicar i enumerar les índies que al present cadascun té, és impossible, però sembla'm que hi ha cristians que tenen a vuitanta i a cent índies, entre les quals no pot ser sense que hi hagi mares i filles, germanes i cosines; la qual cosa, pel que sembla, és vist que ha de ser de gran consciència. | » |

#### Rebel·lió a l'Índia
Amb els inicis dels mitjans de comunicació al segle xix, la violació de guerra va ser utilitzada ocasionalment com a propaganda per l'Europa colonialista, amb la finalitat de justificar la colonització dels llocs que havien conquistat
El més notable exemple d'això va ser tal vegada durant la rebel·lió índia de 1857, coneguda com la "Primera Guerra de la Independència de l'Índia" pels indis i com el "motí dels Sipais" pels britànics, en l'Índia els sipais es van rebel·lar contra els britànics de la Companyia Britànica de les Índies Orientals del govern de la Companyia Raj. Mentre que els casos de violació comesos pels indis rebels contra les dones i les nenes angleses van ser generalment poc freqüents durant la rebel·lió, aquests van ser exagerats amb gran eficàcia pels mitjans de comunicació britànics amb la finalitat de justificar la continuació del colonialisme britànic en el subcontinent indi.
En aquest moment, els periòdics britànics havien imprès diversos relats dels testimonis pel que sembla de les dones i nenes angleses violades pels indis rebels, però amb poca evidència física per recolzar aquests testimoniatges. Més tard es va descobrir que la majoria d'aquests relats eren falses històries creades amb la finalitat de pintar els pobles natius de l'Índia com a salvatges que necessitaven ser civilitzats pels colonialistes britànics, una missió de vegades coneguda com "La càrrega de l'home blanc". Un relat, publicat per The Times, en relació amb un incident en el qual 48 noies angleses tan joves com de 10 a 14 anys que havien estat violades pels rebels de l'Índia a Nova Delhi, va ser criticat com una història de falsa propaganda per Karl Marx, qui va assenyalar que la història va ser escrita per un clergue a Bangalore, lluny dels esdeveniments de la rebel·lió.

#### Aixecament dels bòxers
Durant la revolta dels bòxers, els bòxers xinesos regularment assassinaven i mutilaven als estrangers, entre ells dones i nens, però no els violaven.
La intervenció de les forces occidentals de l'Aliança de les Vuit Nacions van provocar assassinats, saquejos, violacions i la massacre contra els civils xinesos. Totes les tropes estrangeres, inclosos els nord-americans, britànics i japonesos, van violar dones. Es va informar que les tropes japoneses van ser sorpreses per les tropes occidentals participant en les violacions. Milers de dones van ser violades per les forces occidentals a escala massiva. Els oficials japonesos havien portat prostitutes japoneses per frenar a les seves tropes en la violació de civils xinesos. Un periodista occidental, George Lynch, va dir que "hi ha coses que no haig d'escriure, i que no poden ser impreses a Anglaterra, la qual cosa sembla mostrar que aquesta civilització occidental nostra no és més que un vernís sobre la barbàrie." Totes les nacionalitats van participar en els saquejos. El comportament de russos i francesos va ser especialment terrible. Les dones i nenes xineses se suïcidaven per evitar ser violades. El comandant francès va desestimar les violacions, que va atribuir a la "galanteria del soldat francès". Les tropes estatunidenques també van participar en el saqueig de tendes.

### Primera Guerra Mundial
Es va afirmar que es van cometre violacions durant l'avanç de l'Imperi Alemany a través de Bèlgica. Després de la guerra Harold D. Lasswell ho va desmentir com a acte de propaganda en el seu estudi d'orientació freudiana de 1927 Propaganda Technique in the World War.

### Segona Guerra Mundial
La presència, de vegades generalitzada i sistemàtica de la violació de guerra per soldats i civils de dones, ha estat documentada.
Durant la Segona Guerra Mundial, i en les seves conseqüències immediates, la violació de guerra es va produir en una sèrie de situacions, que anaven des de l'esclavitud sexual institucionalitzada fins a les violacions de guerra associades a batalles específiques.

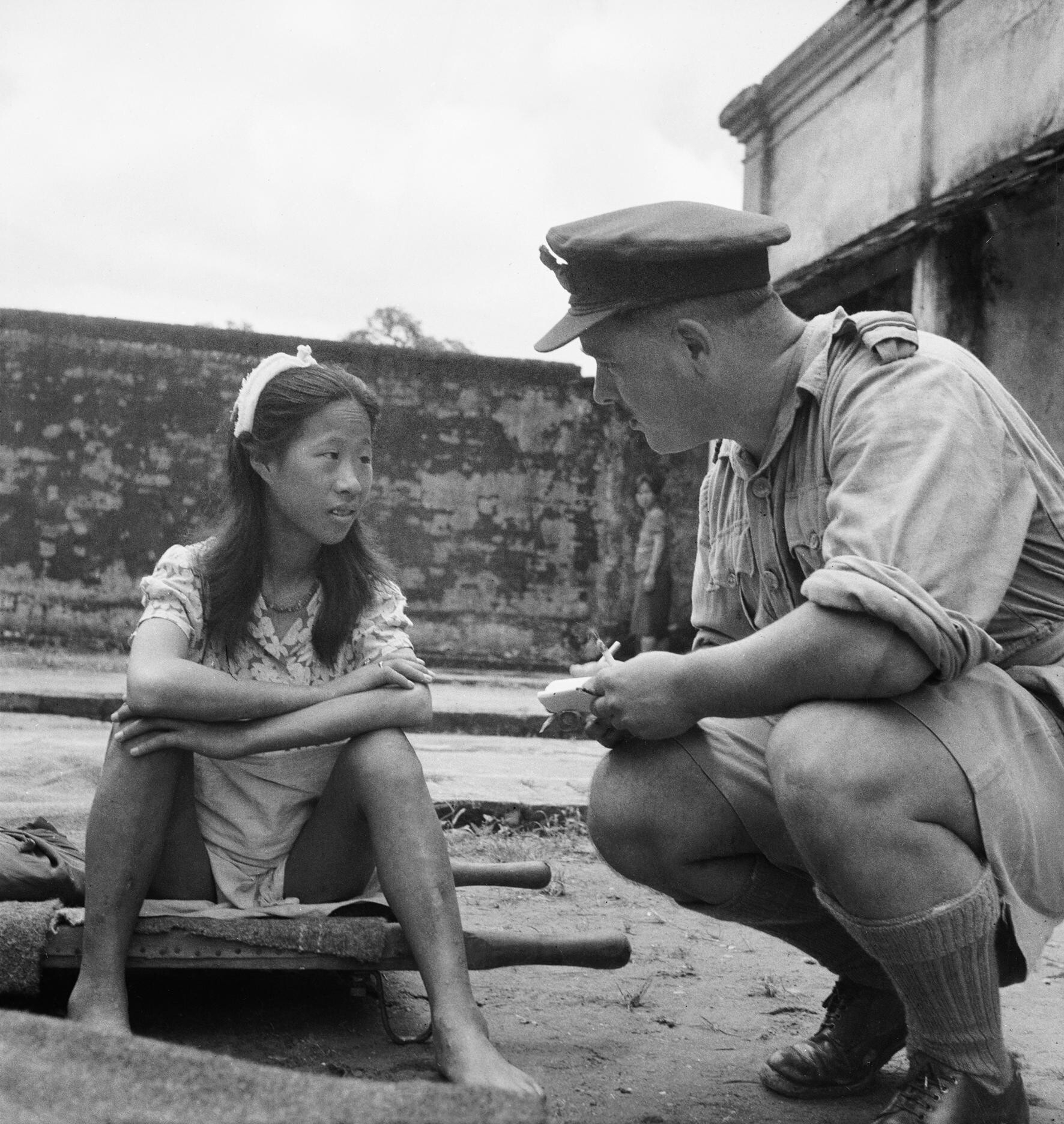
Rangun, Birmània, 8 d'agost de 1945. Una jove xinesa pertanyent a un batalló de consol de l'Exèrcit Imperial Japonès és entrevistada per un oficial aliat

#### Àsia
Exèrcit Imperial Japonès
El terme "dones de consol" és un eufemisme per a l'estimació de 200.000 les dones, en la seva majoria coreanes, xineses i filipines que van ser forçades a treballar com a prostitutes en bordells militars japonesos durant la Segona Guerra Mundial. També es diu de la Massacre de Nanquín que els militants japonesos de la Segona Guerra Mundial havien assaltat sexualment a qualsevol dona de les ciutats derrotades i àrees descurades, obviant el fet que algunes de les dones violades estaven casades o embarassades.
Aliats
Exèrcit australià

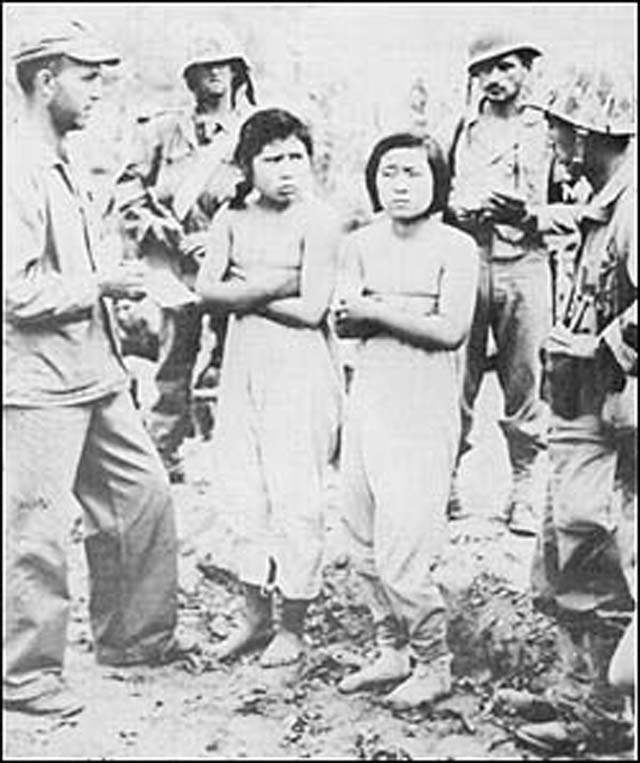
Infermeres nord-coreanes capturades per soldats sud-coreanes i estatunidencs. Les dones nord-coreanes capturades a vegades eren violades pels soldats estatunidencs.

Una antiga prostituta, va recordar que tan aviat com les tropes australianes van arribar a Kure a principis de 1946, "van arrossegar a les dones joves fins als seus jeeps, les van portar a la muntanya, i després les van violar. Les sentia cridar auxili gairebé totes les nits".
Exèrcit dels Estats Units
S'ha afirmat que alguns soldats estatunidencs van violar les dones d'Okinawa durant la batalla d'Okinawa en 1945. Després de la guerra va haver-hi 1.336 violacions reportades durant els primers 10 dies de l'ocupació a la prefectura de Kanagawa.
Malgrat que els militars japonesos els van dir que patirien violació, la tortura i assassinat a les mans dels nord-americans, els habitants d'Okinawa "es van sorprendre sovint amb el tractament comparativament humà que van rebre dels enemics americans."
D'acord amb Islands of Discontent: Okinawan Responses to Japanese and American Power de Mark Selden, els estatunidencs "no van perseguir una política tortura, violació i assassinat de civils, com els militars japonesos havien advertit".
Infants de marina estatunidencs estacionats en Pequín immediatament després de la Segona Guerra Mundial, haurien violat a una col·legiala xinesa. Aquest, i altres incidents van crear ressentiments cap als americans per part del partit xinès Kuomintang i del militar i estadista xinès Chiang Kai-shek.
Exèrcit Roig
Les tropes soviètiques de l'Exèrcit Roig estan acusats d'haver saquejat i terroritzat la gent de Mukden a Manxúria. Un estranger va ser testimoni que les tropes russes anteriorment estacionades a Berlín, va nrebre permís de l'exèrcit soviètic d'anar a la ciutat "durant tres dies de violació i el pillatge". La influència de l'exèrcit soviètic a la regió es va veure afectada en els propers anys.

#### Europa
Forces alemanyes
Es van cometre violacions per les forces de la Wehrmacht en dones i nenes jueves durant la invasió de Polònia al setembre de l'any 1939; i contra les dones i nenes poloneses, durant les execucions massives dutes a terme principalment per les unitats Selbstschutz. Aquestes van ser acompanyades per soldats de la Wehrmacht, als territoris sota l'administració militar alemanya. Les violacions es van dur a terme abans de disparar a les dones captives.
Només un cas de violació va ser processat pel tribunal alemany durant la campanya militar a Polònia, i fins i tot llavors el jutge alemany va condemnar als culpables per Rassenschande que era un delicte contra la seva raça com es defineix en la Política Racial de l'Alemanya Nazi i no com un delicte de violació Les dones jueves van ser particularment vulnerables a la violació durant l'Holocaust.
També es van cometre violacions per les forces alemanyes en el Front Oriental, on es trobaven en gran manera impunes (en oposició a les violacions comeses a l'oest d'Europa). El nombre total de violacions és difícil d'establir a causa de la falta de persecució del delicte pels tribunals alemanys.
La Wehrmacht també va establir un sistema de bordells militars, en els quals les dones joves i nenes dels territoris ocupats es van veure obligades a exercir la prostitució. Les condicions eren extremadament difícils i moltes dones van tractar d'escapar dels seus captors.
En la Unió Soviètica va haver-hi dones que van ser segrestades per les forces alemanyes per a la prostitució, així ho recull un informe del Tribunal Militar Internacional que escriu: a la ciutat de Smolensk, el Comandament Alemany va descobrir un prostíbul per als oficials en un dels hotels del que centenars de dones i nenes van ser expulsades, sent arrossegades sense pietat pels carrers tirant dels seus braços i pèl
Aliats
Forces alemanyes
Es van cometre violacions per les forces de la Wehrmacht en dones i nenes jueves durant la invasió de Polònia al setembre de l'any 1939; i contra les dones i nenes poloneses, durant les execucions massives dutes a terme principalment per les unitats Selbstschutz. Aquestes van ser acompanyades per soldats de la Wehrmacht, als territoris sota l'administració militar alemanya. Les violacions es van dur a terme abans de disparar a les dones captives.
Només un cas de violació va ser processat pel tribunal alemany durant la campanya militar a Polònia, i fins i tot llavors el jutge alemany va condemnar als culpables per Rassenschande que era un delicte contra la seva raça com es defineix en la Política Racial de l'Alemanya Nazi i no com un delicte de violació
Les dones jueves van ser particularment vulnerables a la violació durant l'Holocaust.
També es van cometre violacions per les forces alemanyes en el Front Oriental, on es trobaven en gran manera impunes (en oposició a les violacions comeses a l'oest d'Europa). El nombre total de violacions és difícil d'establir a causa de la falta de persecució del delicte pels tribunals alemanys.
La Wehrmacht també va establir un sistema de bordells militars, en els quals les dones joves i nenes dels territoris ocupats es van veure obligades a exercir la prostitució. Les condicions eren extremadament difícils i moltes dones van tractar d'escapar dels seus captors.
En la Unió Soviètica va haver-hi dones que van ser segrestades per les forces alemanyes per a la prostitució, així ho recull un informe del Tribunal Militar Internacional que escriu: a la ciutat de Smolensk, el Comandament Alemany va descobrir un prostíbul per als oficials en un dels hotels del que centenars de dones i nenes van ser expulsades, sent arrossegades sense pietat pels carrers tirant dels seus braços i pèl
Aliats
Exèrcit francès
Les tropes franceses del Marroc, conegudes com a goumiers, van cometre violacions i altres crims de guerra a Itàlia després de la batalla de Montecassino i a Alemanya. A Itàlia, van ser víctimes de la xarxa de violació en massa comeses després de la batalla de Monte Cassino pels Goumiers, les tropes colonials del Cos Expedicionari Francès, coneguda com a Marocchinate. Segons fonts italianes, més de 7.000 civils italians, dones, nenes, ancianes i homes, van ser violats pels goumiers. Les tropes indígenes franceses del Senegal, també conegudes com a Tiradors Senegalesos, que van aterrar a l'illa d'Elba el 17 de juny de l'any 1944, van ser responsables de violacions massives, encara que el seu comportament es va considerar menys brutal que el de les tropes continentals del Cos Expedicionari Francès a Itàlia.
Exèrcit britànic
En menor mesura, les tropes índies en el servei britànic també eren coneguts a Itàlia pel nombre de violacions i actes violents que van cometre, segons Romano Bracalini.
Exèrcit dels Estats Units
Els arxius secrets de la guerra fets públics l'any 2006 revelen que el G.I d'Amèrica havia comès 400 delictes sexuals a Europa, inclosos 126 casos de violació a Anglaterra, entre 1942 i 1945.
Un estudi realitzat per Robert J. Lilly estima que un total de 14.000 dones civils a Anglaterra, França i Alemanya van ser violades per soldats estatunidencs durant la Segona Guerra Mundial. S'estima que va haver-hi al voltant de 3.500 violacions per part de soldats estatunidencs a França entre juny de l'any 1944 i el final de la guerra, afirmant un historiador que la violència sexual contra les dones en la França alliberada era comuna.
Exèrcit Roig
Després que les forces armades alemanyes s'havien rendit, la meitat d'Alemanya sota l'ocupació d'Unió Soviètica va ser dividida gairebé per la meitat i una part es va destinar a una administració polonesa temporal (vegeu Antics territoris orientals d'Alemanya). A fi de garantir que el territori d'Alemanya amb l'administració comunista de Polònia es convertiria de facto en territori polonès, els comunistes polonesos van ordenar l'expulsió de la població alemanya "per qualsevol mitjà necessari". Els administradors comunistes polonesos dels territoris ocupats com a conseqüència van fer poc per protegir la població alemanya dels violadors polonesos i russos. "Fins i tot els soviètics van expressar la seva consternació pel comportament dels polonesos. Els soldats polonesos. indica un informe, "es refereixen a les dones alemanyes com a botí lliure".
Durant la guerra, les dones poloneses van ser víctimes de brutals violacions massives per part dels soldats soviètics.
Fonts poloneses afirmen que va haver-hi casos de violacions massives a les ciutats poloneses controlades per l'Exèrcit Roig. S'ha informat que a Cracòvia l'ocupació soviètica va portar violacions massives de dones i nenes poloneses, així com el saqueig de tota propietat privada pels soldats soviètics. Pel que sembla, la magnitud dels atacs van provocar que els comunistes instal·lats pels soviètics enviessin una carta de protesta a Stalin, mentre que les masses es refugiaven a les esglésies esperant la retirada soviètica.
Al final de la Segona Guerra Mundial s'estima que els soldats de l'Exèrcit Roig havien violat a prop de 2.000.000 de dones i nenes alemanyes.
Norman Naimark, escriu en The Russians in Germany: A History of the Soviet Zone of Occupation, 1945-1949. que, encara que el nombre exacte de dones i nenes que van ser violades per membres de l'Exèrcit Roig en els mesos anteriors i anys després de la capitulació mai se sabrà, el seu nombre és probable que fos de centenars de milers, possiblement fins a arribar als 2.000.000 de víctimes, estimació realitzada per Barbara Johr a Befreier und Befreite. Moltes d'aquestes víctimes van ser violades repetidament. Antony Beevor estima que fins a la meitat de les víctimes ho van ser de violacions en grup. Naimark afirma que cada víctima no sols havia de portar el trauma amb ella per a la resta dels seus dies, sinó que va infligir un trauma col·lectiu i massiu a la nació alemanya de l'Est. Naimark conclou: "La psicologia social de les dones i homes, a la zona d'ocupació soviètica, es va caracteritzar pel delicte de violació des dels primers dies de l'ocupació, a través de la fundació de la RDA a la tardor de l'any 1949, fins a - es podria dir - el present."
Les dones alemanyes que van quedar embarassades després de ser violades pels soldats de la Unió Soviètica en la Segona Guerra Mundial se'ls va negar sempre l'avortament a més d'humiliar-les portant un fill no desitjat. Com a resultat d'això, d'acord amb el llibre Berlín: L'Enfonsament, 1945 d'Antony Beevor, el 90% de les dones violades a Berlín en 1945 patien malalties venéreas com el resultat d'aquestes violacions conseqüents i el 3,7% de tots els nens nascuts a Alemanya des de 1945 a 1946 tenien pares russos. La història d'aquest particular, la violació de les dones alemanyes per part de les tropes soviètiques, es va considerar un tema tabú fins a 1992.
A Romania, l'escriptor Mihail Sebastian, descriu com en 1944 els soldats russos van violar a les dones locals.

### Atrocitats a Bangladesh
Durant la Guerra d'Alliberament de Bangladesh en 1971, moltes dones van ser capturades i violades. les xifres exactes no es coneixen i són tema de debat. La majoria de les dones van ser capturades a la Universitat de Dacca i a llars privades i van ser mantingudes com a esclaves sexuals a l'interior de l'acantonament de Dacca.
S'ha estimat que fins a 200.000 dones de Bangladesh van poder haver estat violades durant la guerra d'alliberament de Bangladesh en 1971 per l'exèrcit del Pakistan durant les batudes nocturnes en llogarets. Fonts pakistaneses afirmen que el nombre és molt menor, malgrat no haver negat per complet els incidents de violació.
Una obra que ha inclòs les experiències directes de les dones violades és Ami Birangona Bolchhi ("Jo, l'heroïna, parlo") per Nilima Ibrahim. L'obra inclou en el seu nom la paraula Birangona (heroïna), donat pel xeic Mujibur Rahman després de la guerra, a les dones violades i torturades durant la guerra. Aquest va ser un esforç conscient per alleujar qualsevol estigma social que les dones haurien d'enfrontar en la societat.
El juny de 2005 el Departament dels Estats va organitzar una conferència titulada "Àsia del Sud en crisi: Política dels Estats Units, 1961-1972", on Sarmila Bose, nascut i educat a EUA, va publicar un article suggerint que les al·legacions de víctimes i violacions de la guerra han estat molt exagerades amb finalitats polítiques. Aquest treball ha estat objecte de crítiques en Bangladesh i els seus mètodes de recerca han estat atacats pels bengalís estrangers com de mala qualitat i esbiaixada.

### 1974 a 1992
Altres casos documentats de violacions durant la guerra inclouen la Primera Guerra Civil liberiana i en Timor Oriental durant l'ocupació per Indonèsia en 1975.
S'ha informat que a Perú, al llarg de 12 anys del conflicte intern contra Sendero Luminoso, les dones eren víctimes freqüents de violacions, perpetrades per les forces de seguretat de l'estat.
S'ha informat que a l'agost de 1990, durant la invasió de Kuwait, unes 5000 dones kuwaitianes van ser violades per soldats iraquians.

### Antiga Iugoslàvia
Prova de la magnitud de les violacions en Bòsnia i Hercegovina va portar al Tribunal Penal Internacional per a l'antiga Iugoslàvia (TPIY) a tractar obertament amb aquests abusos.
Les denúncies de violència sexual durant la Guerra de Bòsnia (1992-95) i Guerra de Kosovo (1996-99), part de les Guerres Iugoslaves i una sèrie de conflictes entre 1991 i 1999, han estat descrites com "especialment alarmants".
S'ha estimat que durant la guerra de Bòsnia entre 20.000 i 50.000 dones van ser violades. La majoria de les víctimes de violació eren dones musulmanes violades per soldats serbis. Encara que els homes també es van convertir en víctimes de la violència sexual, la violació de guerra va ser dirigida de forma desproporcionada contra les dones que van ser violades per colles als carrers, a les seves llars i/o en presència dels seus familiars. La violència sexual es va produir de diverses maneres, inclosa la violació amb objectes, com a ampolles de vidre trencades, armes i bastons.
La violació es va produir la guerra com una qüestió d'ordres oficials, com a part de la neteja ètnica, per desplaçar un grup ètnic específic fora de la regió.
Durant la guerra de Bòsnia es va reportar de l'existència de "camps de violació" creats deliberadament. Els informes indiquen que aquests camps eren per fecundar a les dones captives musulmanes i croates. S'ha informat que les dones van ser mantingudes en confinament fins a l'última etapa del seu embaràs. Això va ocórrer en el context d'una societat patrilineal, en la qual els fills heretaven l'etnicitat del seu pare, per tant, els "camps de violació", eren dirigits cap al naixement d'una nova generació de nens serbis. Segons el Grup Tresnjevka de la Dona més de 35.000 dones i nenes van passar per aquests "camps de violació" serbis.
Durant la Guerra de Kosovo milers de dones i nenes albaneses de Kosovo es van convertir en víctimes de la violència sexual. La violació de guerra va ser utilitzada com a arma de guerra i un instrument sistemàtic de neteja ètnica, la violació va ser utilitzada per aterrorizar a la població civil, extorquir a les famílies, i obligar a la gent a fugir de les seves llars. D'acord amb un informe de Human Rights Watch de l'any 2000 sobre la Guerra de Kosovo en general, es pot subdividir en tres categories: violacions de dones en les llars, violacions durant el combat, i violacions a la presó. La majoria dels autors eren paramilitars serbis, però també hi havia policia especial sèrbia o soldats de l'exèrcit iugoslau. La majoria de les violacions van ser violacions en grup en les quals s'implicaven almenys dos autors. Les violacions van ocórrer amb freqüència en presència, i amb l'aquiescència, d'oficials militars. Soldats, policies i paramilitars van violar sovint a les seves víctimes a la vista de nombrosos testimonis.

#### Violacions massives en la Guerra de Bòsnia
Durant la Guerra de Bòsnia, Sèrbia va dur a terme una estratègia de les forces d'abús sexual en milers de nenes i dones bosnianes musulmanes que es va conèixer com a "fenomen de violació en massa". No hi ha xifres exactes sobre quantes dones i nenes van ser violades sistemàticament per les forces sèrbies en els diversos campaments que es van establir, però s'estima que entre 20.000 i 50.000.
La violació en massa es va produir principalment a l'est de Bòsnia (especialment durant les massacres de Foča i Visegrad), i a Grbavica durant el setge de Sarajevo. Nombrosos oficials serbis, soldats i altres participants van ser acusats i condemnats per violació com un crim de guerra pel Tribunal Penal Internacional per a l'antiga Iugoslàvia i el Tribunal de Bòsnia i Hercegovina.
Aquests esdeveniments van inspirar les pel·lícules Calling the ghosts, guanyadora del Premi Emmy; i Grbavica, guanyadora de l'Os d'or en el Festival Internacional de Cinema de Berlín de 2006.

### Genocidi de Ruanda
Durant el genocidi de Ruanda, des d'abril fins a juny de l'any 1994, centenars de milers de dones i nenes van ser violades i/o es van convertir en les víctimes d'altres formes de violència sexual. Encara que no hi ha ordres explícites per escrit, la violació i la violència sexual han estat establertes. L'evidències suggereixen que els caps militars animaven o ordenaven als seus homes la violació de les tutsis, així com toleraven els actes que van tenir lloc, sense fer cap esforç per detenir-los. En comparació d'altres conflictes la violència sexual a Ruanda destaca en termes de la naturalesa organitzada de la propaganda que va contribuir de manera significativa a l'escalada de la violència sexual contra les dones tutsis, la naturalesa pública de les violacions i el nivell de brutalitat cap a les dones. Anne-Marie de Brouwer arriba a la conclusió que, tenint en compte l'escala i el caràcter públic de la violació de guerra durant el genocidi de Ruanda, "és difícil imaginar a ningú a Ruanda que no fos conscient de la violència sexual que estava tenint lloc." En 1998 el Tribunal Penal Internacional per a Ruanda pren les decisions històriques de considerar que la violació durant la guerra i el genocidi de Ruanda eren un element del delicte de genocidi. La Sala de Primera Instància va sostenir que "l'assalt sexual formava part integrant del procés de destrucció de l'ètnia tutsi i que la violació va ser sistemàtica i s'han perpetrat només contra les dones tutsis, en la qual es manifesta la intenció específica necessària per als actes que constitueixen genocidi."
En el seu informe de 1996 del Ponent Especial de Nacions Unides a Rwanda, René Degni-Segui, va dir que "la violació és la regla i la seva absència l'excepció. "L'informe també va assenyalar que "la violació és sistemàtica i s'utilitza com un" arma "dels autors de les massacres. Això pot ser estimat a partir del nombre i naturalesa de les víctimes, així com de les formes de violació.”
Un informe de l'any 2000, preparat per l'Organització d'Unitat Africana Grup Internacional de Personalitats Eminents, va arribar a la conclusió que "podem estar segurs que gairebé totes les dones que van sobreviure al genocidi van ser víctimes directes de violació o violència sexual, i es van veure profundament afectades per ella".
El Ponent Especial a Rwanda estima en el seu informe de l'any 1996 que entre 2.000 i 5.000 embarassos van ser el resultat de violacions durant la guerra, i que entre 250.000 i 500.000 dones i nenes ruandesas havien estat violades. Rwanda és una societat patriarcal i per tant, els nens prenen l'origen ètnic del pare, la qual cosa subratlla que la violació es va produir la guerra en el context del genocidi.
En el context de les víctimes al genocidi de Ruanda de violència sexual van ser atacades principalment sobre la base del seu gènere i origen ètnic. Les víctimes eren en la seva majoria dones i nenes tutsis, de totes les edats, mentre que els homes rares vegades eren víctimes de violacions durant la guerra. Les dones formaven part de la propaganda anti-tutsi abans del genocidi de 1994. Al desembre de l'any 1990 el periòdic Kangura, va publicar "Deu Manaments", quatre dels quals retrataven les dones tutsis com a eines de la comunitat tutsi, armes sexuals que serien utilitzades pels tutsis per afeblir i, finalment, destruir als homes hutus.
En la propaganda basada en el gènere també s'inclouen caricatures impreses en els periòdics que mostraven les dones tutsis com a objecte sexual. Entre els exemples de la propaganda d'odi basat en el gènere usat per incitar a la violació de guerra s'inclouen les declaracions dels autors, tals com "Vosaltres, les dones tutsis, penseu que sou massa bones per a nosaltres" i "Anem a veure a què sap una dona tutsi".
Entre les víctimes de la violació de guerra durant el genocidi de Ruanda també s'inclouen dones hutu considerades com a moderades, dones hutu casades amb homes tutsi i dones hutus políticament afiliades als tutsis. La guerra també va produir la violació, independentment del seu origen ètnic o afiliació política, amb la mira posada en dones joves o belles a causa del seu gènere solament. La violència sexual contra els homes va ser significativament menys freqüent, però amb freqüència van incloure la mutilació dels genitals, que eren mostrats sovint en públic.
Els autors de la violació de guerra durant el genocidi de Ruanda eren en la seva majoria membres de les milícies hutus, el "interahamwe ". També van cometre violacions els soldats de les Forces Armades de Ruanda (FAR), inclosa la Guàrdia Presidencial i els civils.
La violència sexual contra dones i nenes durant el genocidi de Ruanda van ser: violació, violació en grup, esclavitud sexual (ja fos col·lectiva o individualment a través de "matrimonis forçats"), violació amb objectes com pals i armes que amb freqüència conduïen a la mort de la víctima, la mutilació sexual, en particular dels sins, vagina o de les natges, sovint durant o després de la violació. Les dones embarassades no es van lliurar de la violència sexual i les víctimes van ser assassinades en moltes ocasions després de la violació. Moltes dones van ser violades per homes que sabien que eren portadors del VIH positiu i s'ha suggerit que va haver-hi intents deliberats de transmetre el virus a les dones tutsis i les seves famílies. La violació es va produir durant la guerra arreu el país i va ser perpetrat amb freqüència a la vista dels altres, en llocs com escoles, esglésies, talls de carreteres, edificis públics o a la muntanya. Algunes dones foren mantingudes com a esclaves personals durant anys després del genocidi, obligades a traslladar-se a països veïns després del genocidi juntament amb els seus captors.
Els efectes a llarg termini de la violació de guerra a Ruanda en les víctimes foen l'aïllament social (l'estigma social associat a la violació significa que alguns marits deixaven a les seves esposes que havien estat víctimes de violacions durant la guerra, o que la víctima es convertia en incasable), embarassos no desitjats i bebès sense pare conegut (algunes dones recorrien a avortaments autoinduïts), malalties de transmissió sexual, com sífilis, gonorrea i el VIH/SIDA (sent l'accés als medicaments antiretrovirals limitat, encara en l'actualitat).

### Guerra Civil de Sri Lanka
Durant la Guerra Civil de Sri Lanka diverses organitzacions de drets humans han informat de casos de violació, violència i desaparició de dones en la dècada de 1990, al·legant haver estat comesos per les forces de seguretat. Amnistia Internacional, per exemple, considera que aquestes accions podrien haver estat només una fracció de la violència generalitzada, afirmant que moltes dones estan evitant els testimoniatges sobre el tractament per les forces de seguretat. Els funcionaris del govern, inclòs el president, han negat les acusacions i accedint a cooperar amb les recerques i processar a qui sigui que trobin culpables. El Ponent Especial de les Nacions Unides, d'altra banda, ha informat que les recerques individuals i els procediments relacionats amb aquests casos han començat a nivell local en els tribunals dels magistrats locals. Alguns casos notables de víctimes de violació assassinades i de massacres relacionades amb els incidents de violació són Krishanti Kumaraswamy, Arumaithurai Tharmaletchumi, Ida Carmelitta, Ilayathambi Tharsini, Murugesapillai Koneswary, Premini Thanuskodi, Sarathambal i Thambipillai Thanalakshmi, a més de la massacre de Kumarapuram i la massacre de Vankalai.

## Casos recents
Segons Amnistia Internacional, els últims casos documentats de violacions durant la guerra són els conflictes en curs a Colòmbia, l'Iraq, Sudan, Txetxènia, Nepal i Afganistan
En comentar sobre la violació de dones i nens a les recents zones de conflicte a Àfrica, UNICEF va dir en 2008 que la violació va ser ja no només perpetrada per combatents, sinó també per civils. D'acord amb UNICEF la violació és comuna als països afectats per guerres i desastres naturals, establint un vincle entre l'ocurrència de la violència sexual i el desarrelament important d'una societat i l'enfonsament de les normes socials. UNICEF afirma que a Kenya es va informar que els casos de violència sexual es van duplicar a pocs dies del recent conflicte postelectoral en erupció. Segons UNICEF la violació era freqüent en zones de conflicte al Sudan, Txad i la República Democràtica del Congo.

### República Democràtica del Congo

Kivu del Sud a la República Democràtica del Congo

República Democràtica del Congo

A l'est del Congo, la prevalença i la intensitat de la violació i la violència sexual són descrits com els pitjors al món. Un estudi de 2000 va trobar que el 22 % dels homes i el 30 % de les dones del Congo Oriental havien denunciat haver patit violència sexual relacionada amb el conflicte. Des que van esclatar els combats en 1998, desenes de milers de persones han estat violades a la República Democràtica del Congo. S'estima que hi ha uns 200.000 supervivents víctimes de violació que viuen en la República Democràtica del Congo avui dia. La violació de guerra en la República Democràtica del Congo ha estat sovint descrita com un "arma de guerra" pels comentaristes. Louise Nzigire, una treballadora social local, afirma que "aquesta violència va ser dissenyada per exterminar a la població". Nzigire observa que la violació ha estat un "arma barata i senzilla per a totes les parts en la guerra, més fàcil d'obtenir que bales o bombes."
La violació dels homes també és comuna. Els homes que reconeixen haver estat violats corren el risc de veure's abocats a l'ostracisme per la seva comunitat i el seu enjudiciament penal, ja que poden ser titllats d'homosexuals, la qual cosa és un delicte en 38 països africans.
Malgrat el procés de pau iniciat en 2003, l'assalt sexual per part de soldats, grups armats i Exèrcit nacional va continuar a les províncies orientals del país.
L'evidència de la violació de guerra va sorgir quan les tropes de les Nacions Unides es van moure cap a zones abans devastades per la guerra, després que el procés de pau s'havia iniciat. S'ha informat de violació en grup i de violació amb objectes. Les víctimes d'aquestes violacions durant la guerra poden sofrir de incontinència i fístula vaginal com a resultat, en particular, de la brutalitat en la violació. La fístula vaginal i la incontinència condueix a l'aïllament de les víctimes de violació de guerra de la seva comunitat i l'accés a la cirurgia reconstructiva es limita a República Democràtica del Congo.
Més de 500 violacions es van registrar a l'est del Congo a l'agost de 2010, donant lloc a una disculpa per part d'Atul Khare davant les Forces de pau de les Nacions Unides, ja que no havia pogut protegir la població de la brutalitat. Els relats de testimonis deixen constància d'una dona que tenia el canó d'una pistola inserit en la seva vagina, després de la qual cosa el soldat va obrir foc.

### Regió del Darfur al Sudan

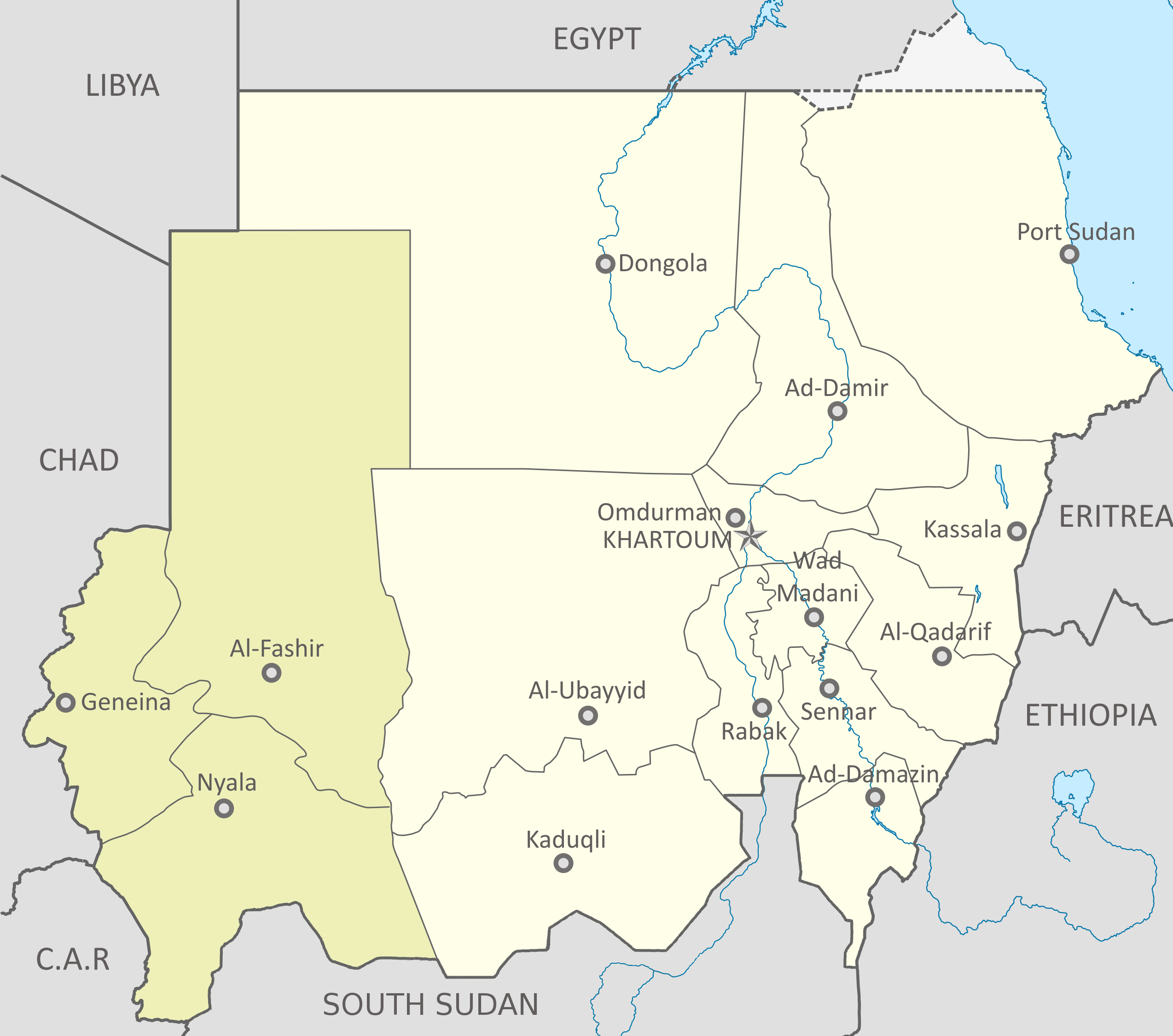
Mapa del Sudan. La regió del Darfur està ombrejada.

Un article del 19 d'octubre de l'any 2004 octubre 19, 2004 del Centre de Notícies ONU titulat "El conseller de l'UNICEF afirmant que la violació al Darfur, Sudan continuava amb total impunitat", va informar que:
| « | Les milícies armades del Sudan a la convulsa regió sudanesa del Darfur continuen amb la violació de dones i nenes amb total impunitat, segons va informar expert de l'agència de les Nacions Unides per a la Infància al retorn d'una missió a la regió. Pamela Shifman, del Fons de l'ONU per a la Infància (UNICEF), assessora sobre la violència i l'explotació sexual, va dir que va escoltar desenes de relats esglaiadors d'agressions sexuals, entre ells nombrosos informes de violacions en la seva visita als desplaçats interns (PDI) en un camp i en un altre assentament al nord del Darfur la setmana passada.“La violació s'utilitza com un arma per terroritzar a ones i nenes, i també per terroritzar les seves famílies i per terroritzar comunitats senceres,” Va dir en una entrevista a l'UN News Service. “Cap dona o nena és fora de perill.” | » |

### Guerra de l'Iraq
Els presoners de guerra podien ser objecte de violació i violència sexual, que alguns comentaristes han interpretat com una forma dels captors per feminitzar al captiu. La imposició de la humiliació sexual ha estat descrita com a expressió de dominació masculina. La violència sexual contra presoners de guerra va obtenir àmplia publicitat després de les fotos gràfiques, documentant els abusos contra presoners homes iraquians per guàrdies estatunidencs a la presó d'Abu Ghraib, Iraq. Els presoners van ser obligats a humiliar-se. Més en general, s'ha observat que el personal militar capturat de tots dos sexes eren vulnerables a la humiliació explícitament sexual, inclosa la violació.

### 2011 Guerra Civil de Líbia
El Fiscal Cap de la Cort Penal Internacional, Luis Moreno Ocampo, va confirmar que hi havia suficients evidències que les tropes de Gaddafi havien utilitzat la violació com una arma durant la Guerra Civil de Líbia. També va dir: "Pel que sembla (Gadafi) va decidir sancionar la violació", mentre que els testimonis van confirmar que el govern de Líbia també havia adquirit una gran quantitat del fàrmac Viagra. El govern de Líbia, d'altra banda, en realitat no reconeix la jurisdicció de la CPI.